# Onoba obliqua
Onoba obliqua is een slakkensoort uit de familie van de Rissoidae. De wetenschappelijke naam van de soort is voor het eerst geldig gepubliceerd in 1974 door Warén.